# Dylan (Krater)
Dylan ist ein Einschlagkrater auf Europa, einem Mond des Planeten Jupiter.
Der Krater befindet sich im Süden der bei der Bahnbewegung führenden Hemisphäre von Europa, südöstlich der Sarpedon Linea sowie der Krater Balor und Uaithne, und hat einen mittleren Durchmesser von 5,3 km. Es wird davon ausgegangen, dass die Tiefe der Europa-Krater 1/4 bis 1/3 des Kraterdurchmessers beträgt.
Der Krater Dylan wurde im Jahr 2000 nach dem walisischen Meeresgott Dylan Eil Ton benannt.